# Nuccia Cardinali
Pour les articles homonymes, voir Cardinali.
Nuccia Cardinali née Annunciata Cardinali le 4 novembre 1938 à Potenza dans la région du Basilicate, est une actrice et chanteuse italienne.

## Biographie
Nuccia Cardinali naît à Potenza dans la région du Basilicate en 1938. Après la Seconde Guerre mondiale, elle emménage à Rome. Elle commence à prendre part à des romans photos et débute comme actrice au cinéma en 1958 dans le drame Un seul survivra (Vite perdute) d'Adelchi Bianchi et Roberto Mauri. 
En 1960, en parallèle à sa carrière d'actrice, elle se lance dans une carrière de chanteuse et obtient un contrat avec la maison de disque Carosello Records (it). Elle chante à la télévision dans les émissions Giallo club, invito al poliziesco et Ritmi d'oggi et tourne dans le musicarello I Teddy boys della canzone de Domenico Paolella. Au cours des années suivantes, elle enregistre pour les maisons Play et Seven Records (it).
Elle gagne en notoriété en poursuivant sa carrière de modèle pour romans-photos en collaboration avec la maison d'éditions Lancio (it) où sa photogénie de blonde sensuelle fait merveille dans les années 1960 et 1970. Elle est notamment la star de sa propre série, Jenifer Top secret.
Au cinéma, elle joue dans de nombreux films de série B, prenant part à des films d'aventures, des westerns, des films policiers et des thrillers. Elle se retire en 1975. 

## Filmographie

### Au cinéma
- 1958 : Un seul survivra (Vite perdute) d'Adelchi Bianchi et Roberto Mauri
- 1960 : Les Blousons noirs de la chanson (I Teddy boys della canzone) de Domenico Paolella
- 1962 : Sfida nella città dell'oro d'Alfredo Medori
- 1964 : Sambo contre les hommes-léopards (Tarzak contro gli uomini leopardo) de Charlie Foster
- 1967 : Deux Croix pour un implacable (Due croci a Danger Pass) de Rafael Romero Marchent
- 1971 : Io... donna d'Albert Cardiff
- 1971 : Au nom du père, du fils et du colt... (In nome del padre, del figlio e della Colt) de Mario Bianchi
- 1971 : La Nonne et les Sept Pécheresses (Io monaca... per tre carogne e sette peccatrici) d'Ernst R. von Theumer : Inga
- 1973 : Le Justicier de Dieu (Il giustiziere di Dio) de Franco Lattanzi
- 1974 : La casa della paura de William Rose
- 1974 : Lo strano ricatto di una ragazza per bene de Paolo Solvay
- 1975 : Le Tigre de la rivière Kwai (La tigre venuta dal fiume Kwai) de Franco Lattanzi

### A la télévision
- 1973 : A Point in time de Carlos Pasini Hansen

## Discographie partielle

### 45 tours
- 1967: Non sono niente/Non pensavo mai
- 1968: Una rosa per posta/Una voglia matta